# Pinus douglasiana
Pinus douglasiana ist eine Pflanzenart aus der Gattung der Kiefern (Pinus) innerhalb der Familie der Kieferngewächse (Pinaceae). Sie kommt in Mexiko vor. Es handelt sich dabei nicht um die Douglasie, welche zur Gattung Pseudotsuga gehört. 

## Beschreibung

### Vegetative Merkmale
Pinus douglasiana ist ein Baum, der Wuchshöhen von 30 bis 35 Meter und Stammdurchmesser von 50 bis 75 Zentimetern erreicht. Die Krone ist rundlich und dicht. Die unteren Äste stehen waagrecht, die oberen leicht aufsteigend. Junge Bäume haben eine dichte, pyramidenförmige Krone. Die Borke ist bei alten Bäumen rotbraun, rau, schuppig und in große, unregelmäßige Platten geteilt. Bei jungen Exemplaren ist die Borke rotbraun und variiert von rau und schuppig bis glatt. Die Zweige sind schlank, oft leicht hängend.
Die Nadelblätter stehen aufrecht in Bündeln an Kurztrieben zu fünft; die Scheiden sind bleibend, braun und nicht harzig. Die häufig gelblich-grünen Nadeln sind relativ dick und 20 bis 30 Zentimeter lang. Der Rand ist fein gesägt. Es sind drei Harzkanäle vorhanden. Die Hypodermis ist unregelmäßig ausgebildet. Es gibt zwei Leitbündel. Die Zahl der Keimblätter beträgt meist sieben oder acht (selten sechs bis neun).
Das Holz ist ziemlich fest, eher weich, cremefarben bis leicht gelb. Es ist nicht besonders harzig.

### Generative Merkmale
Die Blütenzapfen stehen einzeln oder in Gruppen von zwei bis fünf an einem schuppigen, kurzen Stiel. Die Blütenzapfen sind eiförmig, die Zapfenschuppen endigen in einem kleinen Dorn.
Die Zapfen stehen an einem kurzen Stiel, der zusammen mit dem Zapfen abfällt. Die Zapfen sind rotbraun, bei einer Länge von 7 bis 10 Zentimetern eiförmig und fast symmetrisch. Die Reife erfolgt im Winter, die Zapfen öffnen sich zur Reife und fallen bald danach ab. Die Zapfenschuppen sind dick, hart, und etwa 10 Millimeter breit mit unregelmäßigen oberen Ende. Die Apophyse ist leicht erhaben bis annähernd pyramidenförmig, der Umbo ist erhaben und mit einem kleinen, abfallenden Dorn bewehrt.
Die dunkelbraunen Samen sind 4 bis 5 Millimeter lang. Der Samenflügel ist 25 Millimeter lang.

## Vorkommen
Pinus douglasiana kommt in Mexiko in der Zentralen Vulkangebirgskette vor, die auf der geographischen Breite von Mexiko-Stadt von West nach Ost durch Mexiko zieht. Das Areal zieht sich aber nach Norden in die Sierra Madre Occidental und nach Süden in die Sierra Madre del Sur. Sie ist aus den mexikanischen Bundesstaaten Sonora, Chihuahua, Durango, Sinaloa, Nayarit, Jalisco, Michoacán, México, Guerrero und Oaxaca bekannt.
Pinus douglasiana wächst in Höhenlagen von 1500 bis 2500 Metern. Sie gedeiht in warmen bis gemäßigten Klima. Der Niederschlag beträgt rund 1000 mm jährlich.

## Taxonomie
Die Erstbeschreibung von Pinus douglasiana erfolgte 1943 durch den mexikanischen Botaniker Maximino Martinez in Madroño, Band 7, Seite 4, Tafel 1.

## Nutzung
Das Holz wird als Bauholz genutzt.